# Fiorinia similis
Fiorinia similis är en insektsart som beskrevs av Green 1896. Fiorinia similis ingår i släktet Fiorinia och familjen pansarsköldlöss.
Artens utbredningsområde är Sri Lanka. Inga underarter finns listade i Catalogue of Life.